# Čačak, Čačak
Čačak, Čačak debitantski je album Lepe Brene i Slatkog greha. Izdao ga je PGP RTB 3. veljače 1982. godine. 
Ovo je Brenin prvi od dvanaest albuma sa Slatkim grehom.

## Pozadina
Nakon dvije godine amaterskoga sviranja po kavanama i restoranima, glazbena grupa Lira šou potpisuje ugovor s menadžerom Milutinom Popovićem Zaharom. Potom mijenjaju ime u Slatki greh, potpisuju ugovor s izdavačkom kućom PGP RTB i snimaju prvi album.
Izdavanjem prvog albuma, nastupali su na Hit paradi koja se emitirala na RTS-u. Zbog Brenine »neprimjerene« pojave u uskim bermudama, organizator ih uklanja s popisa i presnima nastup na drugu kasetu. Poklanja ju voditelju Milovanu Iliću Minimaksu, koji je nastup pustio u svojoj emisiji. Podrugljivo je rekao: »Sada ćemo vidjeti nastup Slatkog greha... i Lepe Brene.« Nakon emisije, dobili su ogromnu popularnost te se počeli predstavljati kao Lepa Brena i Slatki greh.
Album je prodan u nakladi od 350 000 primjeraka.

## Popis pjesama
Tekstovi i glazba: M. Popović Zahar. 
| Br. | Skladba                    | Trajanje |
| --- | -------------------------- | -------- |
| 1.  | »Čačak, Čačak«             | 2:30     |
| 2.  | »Otišla si sa salaša«      | 2:38     |
| 3.  | »Bez ljubavi sreće nema«   | 3:05     |
| 4.  | »Snela koka jaje«          | 2:13     |
| 5.  | »Moj deda je bio kavaljer« | 2:58     |
| 6.  | »Lala iz Banata«           | 2:35     |
| 7.  | »Ljubi me, Omere«          | 2:58     |
| 8.  | »Žeravica«                 | 2:28     |
| 9.  | »Daleko je moja Mica«      | 2:08     |
| 10. | »Snove snivam«             | 3:22     |

## Izdanja
| Regija          | Datum            | Format(i)  | Izdavač | Ref.        |
| --------------- | ---------------- | ---------- | ------- | ----------- |
| SFR Jugoslavija | 3. veljače 1982. | LP, kaseta | PGP RTB | [ 3 ] [ 4 ] |